# Rajd Korsyki 2012
Rajd Korsyki 2012 (55. Tour de Corse) – 71 edycja rajdu samochodowego Rajd Korsyki rozgrywanego we Francji. Rozgrywany był od 9 do 12 maja 2012 roku. Była to czwarta runda Intercontinental Rally Challenge w roku 2012. Składał się z 14 odcinków specjalnych.

## Zwycięzcy odcinków specjalnych[2]
| Dzień | OS   | Godzina | Nazwa                           | Dystans  | Zwycięzca          | Czas    | Prędkość   | Lider rajdu        |
| ----- | ---- | ------- | ------------------------------- | -------- | ------------------ | ------- | ---------- | ------------------ |
| 10 V  | SS1  | 14:13   | Pénitencier Coti - Agosta plage | 25.89 km | Giandomenico Basso | 17:00.5 | 91.3 km/h  | Giandomenico Basso |
| 10 V  | SS2  | 15:21   | Gare de Carbuccia - Tavera      | 16.89 km | Andreas Mikkelsen  | 11:32.0 | 87.9 km/h  | Andreas Mikkelsen  |
| 10 V  | SS3  | 16:19   | Sarrola - Plage de Liamone      | 26.70 km | Pierre Campana     | 17:42.7 | 90.4 km/h  | Andreas Mikkelsen  |
| 11 V  | SS4  | 08:27   | Le Fangu - ND de la Serra       | 27,53 km | Andreas Mikkelsen  | 16:19.5 | 101.2 km/h | Andreas Mikkelsen  |
| 11 V  | SS5  | 11:10   | Erbajolo - Pont d'Altiani 1     | 24,57 km | Bryan Bouffier     | 15:18.2 | 96.3 km/h  | Dani Sordo         |
| 11 V  | SS6  | 14:49   | Barchetta - La Porta            | 23,24 km | Dani Sordo         | 15:37.1 | 89.3 km/h  | Dani Sordo         |
| 11 V  | SS7  | 15:52   | Taverna - Pont de Castirla      | 15,28 km | Dani Sordo         | 9:18.5  | 98.5 km/h  | Dani Sordo         |
| 11 V  | SS8  | 18:10   | Erbajolo - Pont d'Altiani 2     | 24,57 km | Jan Kopecký        | 15:11.3 | 97.1 km/h  | Dani Sordo         |
| 12 V  | SS9  | 09:53   | Macinaggio - Centuri 1          | 15,56 km | Jan Kopecký        | 8:47.4  | 106.2 km/h | Dani Sordo         |
| 12 V  | SS10 | 11:10   | Marinca - Cagnano 1             | 28,96 km | Pierre Campana     | 19:09.7 | 90.7 km/h  | Dani Sordo         |
| 12 V  | SS11 | 13:12   | Macinaggio - Centuri 2          | 15,56 km | Jan Kopecký        | 8:44.6  | 106.8 km/h | Dani Sordo         |
| 12 V  | SS12 | 14:35   | Marinca - Cagnano 2             | 28,96 km | Jan Kopecký        | 19:01.7 | 91.3 km/h  | Dani Sordo         |
| 12 V  | SS13 | 16:37   | Macinaggio - Centuri 3          | 15,56 km | Jan Kopecký        | 8:40.8  | 107.6 km/h | Dani Sordo         |
| 12 V  | SS14 | 18:10   | Marinca - Cagnano 3             | 28,96 km | Jan Kopecký        | 18:55.6 | 91.8 km/h  | Dani Sordo         |

## Klasyfikacja rajdu
| Miejsce                | Kierowca               | Pilot                  | Samochód                     | Czas                   | Strata                 | Pkt                    |
| Klasyfikacja generalna | Klasyfikacja generalna | Klasyfikacja generalna | Klasyfikacja generalna       | Klasyfikacja generalna | Klasyfikacja generalna | Klasyfikacja generalna |
| ---------------------- | ---------------------- | ---------------------- | ---------------------------- | ---------------------- | ---------------------- | ---------------------- |
| 1.                     | Dani Sordo             | Carlos Del Barrio      | Mini John Cooper Works S2000 | 3:22:01.6              | 0.0                    |                        |
| 2.                     | Jan Kopecký            | Pavel Dresler          | Škoda Fabia S2000            | 3:22:19.5              | +17.9                  |                        |
| 3.                     | Pierre Campana         | Sabrina de Castelli    | Peugeot 207 S2000            | 3:22:34.0              | +32.4                  |                        |
| 4.                     | Bryan Bouffier         | Xavier Panseri         | Peugeot 207 S2000            | 3:22:55.1              | +53.5                  |                        |
| 5.                     | Andreas Mikkelsen      | Ola Floene             | Škoda Fabia S2000            | 3:26:20.6              | +4:19.0                |                        |
| 6.                     | Craig Breen            | Gareth Roberts         | Peugeot 207 S2000            | 3:27:30.3              | +5:28.7                |                        |
| 7.                     | Jean-Marc Manzagol     | Etienne Patrone        | Peugeot 207 S2000            | 3:28:23.7              | +6:22.1                |                        |
| 8.                     | Sepp Wiegand           | Timo Gottschalk        | Škoda Fabia S2000            | 3:28:56.4              | +6:54.8                |                        |
| 9.                     | Hermann Gassner jr.    | Klaus Wicha            | Škoda Fabia S2000            | 3:29:11.8              | +7:10.2                |                        |
| 10.                    | Jean-Matthieu Leandri  | Pierre-Marien Leonardi | Peugeot 207 S2000            | 3:29:41.5              | +7:39.9                |                        |